# Gynacantha convergens
Gynacantha convergens – gatunek ważki z rodziny żagnicowatych (Aeshnidae). Występuje na terenie Ameryki Południowej.